# Parade (Rigby)
Parade is een nummer van de Nederlandse rockband Rigby uit 2009. Het is de tweede single van hun debuutalbum Everything Must Go.
"Parade" werd een bescheiden hitje in Nederland. Het haalde een 35e positie in de Nederlandse Top 40.